# Arno Rink
Arno Rink, född 26 september 1940 i Schlotheim i Thüringen, död 5 september 2017 i Leipzig, var en tysk målare. Han blev antagen vid Hochschule für Grafik und Buchkunst Leipzig (HGB) 1962 och läste under Werner Tübke, Hans Mayer-Foreyt och Harry Blume. Han tillhör den andra generationen av Leipzigskolan, som målar i en tysk figurativ tradition.
Rink började att undervisa vid HGB 1979 och var rektor från 1987 till 1995. Han lärde upp flera framträdande målare från den nya Leipzigskolan, som Neo Rauch, Tilo Baumgärtel, Michael Triegel, Tim Eitel, David Schnell och Christoph Ruckhäberle.